# L3C
L3C（LOOK LONESOME LANE CLUB | ルック・ロンサム・レーン・クラブ）は、日本のバンド。1988年のLOOKのヴォーカル鈴木トオル脱退から1年後に、新ヴォーカル大和邦久を加えて結成された日本のバンド。1991年活動停止。

## メンバー
| 名前                               | 生年月日                               | 血液型 | 担当                    |
| ---------------------------------- | -------------------------------------- | ------ | ----------------------- |
| 大和邦久 （やまと くにひさ）       | 1963年4月25日（62歳）                  | A型    | ボーカル                |
| 千沢仁 （ちざわ まさし）           | 1959年9月9日（65歳）                   | AB型   | ピアノ ボーカル         |
| チープ広石 （チープひろいし）      | 1961年3月19日 - 2014年3月9日（52歳没） | A型    | サックス                |
| 山本はるきち （やまもと はるきち） | 1960年5月4日（65歳）                   | O型    | シンセサイザー ボーカル |

## 略歴
1989年LOOKのメンバーであった千沢、チープ、山本の3人に新ヴォーカルとして大和邦久を迎え入れ、L3C（LOOK LONESOME LANE CLUBの略）を結成。11月28日にシングル「さよならは冬の星座」をリリース。
1990年3月25日にアルバム『I LOVE YOU』をリリース。
1990年11月28日にシングル『もっともっと』をリリース。
1991年１月にメンバーの山本はるきちが脱退。以降、グループ名をBECAUZと改め活動を継続。

## エピソード
LOOKでの鈴木トオル脱退後、当初は残された3名で活動を継続する計画であったが、1989年秋に新ヴォーカルとして大和邦久が加入。またバンド名をL3C（LOOK LONESOME LANE CLUB）と改め再デビューを果たすかたちとなった。
また、大和自身も当初はソロアーティストとしてのデビューが計画されていたと言われている。
デビュー時のキャッチコピーとして、以下の２種が公開されていた
- LOOKがちょっと大人になった[1]。
- 酔わせ方が、紳士です[2]

## 作品

### シングル
| #                | 発売日           | タイトル           | B面              | 規格             | 規格品番         |
| エム・エム・ジー | エム・エム・ジー | エム・エム・ジー   | エム・エム・ジー | エム・エム・ジー | エム・エム・ジー |
| ---------------- | ---------------- | ------------------ | ---------------- | ---------------- | ---------------- |
| 1st              | 1989年11月28日   | さよならは冬の星座 | Voyage           | 8cmCD            | 10SD-39          |
| 2nd              | 1990年11月28日   | もっともっと       | Falling in Love  | 8cmCD            | AMDX-6026        |

### 参加楽曲
| 発売日         | タイトル      | 規格品番  | 曲順      | 楽曲      |
| -------------- | ------------- | --------- | --------- | --------- |
| 1990年12月10日 | Hiroshima '90 | POCH-1062 | Disc2/M.4 | I Believe |

### 未発表曲
L3C名義で演奏を行なっていたが、CD化されていない楽曲として、以下のものがある。
- I Can't Say I LOVE YOU[3]

作詞：大和邦久　作曲：千沢仁
- Say Good-bye[4]

作詞：大和邦久　作曲：千沢仁
- Lady Suger Night[5]

作詞：大和邦久　作曲：山本はるきち

## タイアップ一覧
| 使用年 | 曲名      | タイアップ       |
| ------ | --------- | ---------------- |
| 1991年 | I BELIEVE | 国際証券CFソング |

## ライブ・イベント出演

### 1989年
- 11月25日 　恵比寿ファクトリー I
- 12月25日 　恵比寿ファクトリー I (Day/Night LIVE)

### 1990年
- 1月09日 　名古屋クラブクアトロ
- 1月10日 　大阪MIDシアター
- 3月25日 　NISSIN POWER STASION
- 3月31日 　神戸ポートピア
- 4月14日 　浜松福祉会館
- 4月16日 　鶴見緑地博覧会会場（EXPO'90 SOUND SPESIAL）
- 4月21日 　仙台CADホール
- 4月24日 　広島市西区民文化センター
- 4月25日 　名古屋フレックスホール
- 4月29日 　大阪MIDシアター
- 5月08日 　札幌サンプラザホール
- 5月12日 　日本青年館
- 7月21日 　小樽博覧会会場
- 7月28日 　裾野市民運動公園（TEPCO Mt Fuji アウトドアジャンボリー）
- 7月31日 　赤穂城南公園特設ステージ
- 8月05日 　東京ベイNKホール（広島ピースコンサート1990）
- 09月28日 　大阪amホール
- 10月23日 　広島WIZワンダーランド
- 10月25日 　福岡西新ビブレビーベン
- 11月02日 　浜松勤労会館（静岡県立大学大学祭）
- 11月13日 　大阪amホール
- 11月26日 　名古屋ボトムライン
- 12月11日 　札幌PL２４
- 12月13日 　仙台CADホール
- 12月21日 　福岡西新ビブレビーベン
- 12月23日 　広島WIZワンダーランド
- 12月24日 　大阪amホール
- 12月27日 　新宿スペースゼロ
- 12月28日 　名古屋ボトムライン

### 1991年
- 01月26日 　大阪amホール
- 01月27日 　名古屋ボトムライン
- 02月24日 　渋谷ON AIR